# مستر سینیستر

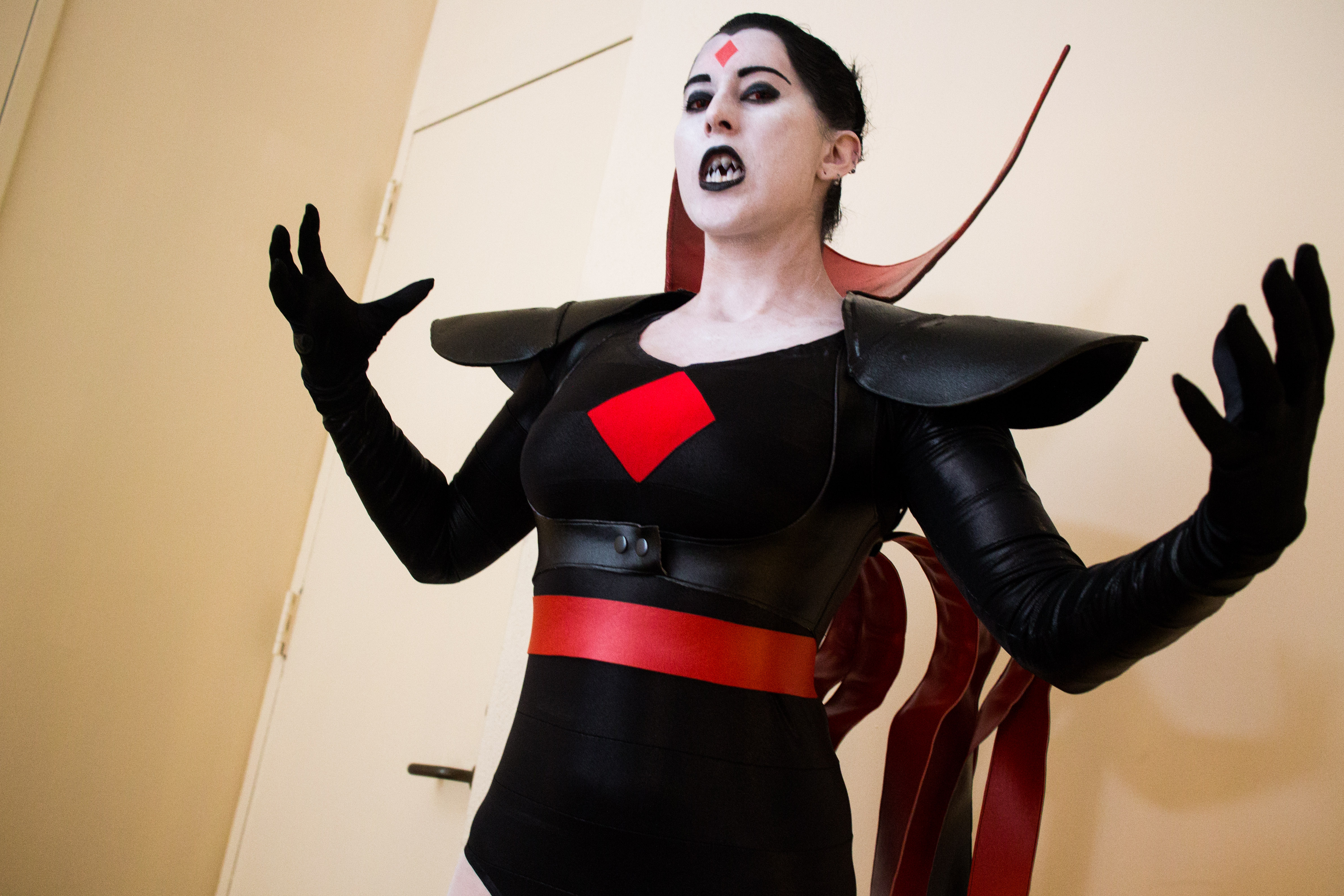
rtyhrhrth

مستر سینیستر (به انگلیسی: Mister Sinister) با نام اصلی دکتر ناتانیل اِسکس، یک شخصیت خیالی ابرشرور در کتاب‌های کامیک منتشر شده توسط مارول کامیکس است. شخصیت مستر سینیستر توسط کریس کلیرمونت و مارک سیلوستری خلق شده‌است؛ که برای اولین بار در شماره ۲۲۱ از مجموعه کمیک مردان-ایکس غیرطبیعی در سپتامبر ۱۹۸۷ حضور پیدا کرد.
ناتانیل اسکس یک دانشمند زیست‌شناس در دوره ویکتوریا بود که نظریه‌های پیشرفته‌ای درباره تکامل انسان داده بود. به عنوان یک نسل‌شناسِ ژن‌های بی‌همتا و غیر موازی، او جهش انسان‌ها در آینده و تغییر بشریت را پیش‌بینی کرد. با این حال آزمایش‌های غیرمعمول او باعث برکناریش از اجتماع سلطنتی و سرانجام ترک همسرش شد. این طرد شدگی و عدم پذیرش باعث پیوستن او با آپوکالیپس شد، جهش‌یافته‌ای نامیرا که تقریباً شاهد تمام تاریخ بشریت بود. آپوکالیپس نیز او را تبدیل به موجودی با طول عمر نامحدود به نام مستر سینیستر نمود.